# 關西電視台週二晚間十點連續劇
關西電視台製作週二晚間十點連續劇（日语：関西テレビ制作・火曜夜10時枠の連続ドラマ），簡稱「火十」，是日本關西電視台、富士電視台於每星期二晚間10時至11時（日本時間）播出的電視連續劇檔次。所有戲劇由關西電視台東京支部製作，透過富士聯播網（FNS）向日本全國聯播。

## 平均十大收視率排行
| 1  | 麻辣教師GTO        | 1998年 | 28.5％  |
| 2  | 我和她們的生存之道 | 2004年 | 20.8％  |
| 3  | 新新好男人         | 1997年 | 20.4％  |
| 4  | 我的人生路         | 2006年 | 18.2％  |
| 5  | 不能結婚的男人     | 2006年 | 17.1％  |
| 6  | 老公當家           | 2004年 | 16.9％  |
| 7  | 愛上恐龍妹         | 2006年 | 16.0％  |
| 8  | 我的生存之道       | 2003年 | 15.6％  |
| 9  | 非關正義unfair     | 2006年 | 15.41％ |
| 10 | 鬼嫁日記           | 2005年 | 15.4％  |

## 最高十大收視率排行
收視率後方的括號內為達到該收視數字的集數。
| 1  | 麻辣教師GTO        | 1998年 | 35.7％（最終回）            |
| 2  | 我和她們的生存之道 | 2004年 | 27.1%（最終回）             |
| 3  | 新新好男人         | 1997年 | 24.6%（初回）               |
| 4  | 不能結婚的男人     | 2006年 | 22.0%（最終回）             |
| 5  | 我的生存之道       | 2003年 | 21.6%（最終回）             |
| 6  | 我的人生路         | 2006年 | 20.5%（最終回）             |
| 7  | 愛上恐龍妹         | 2006年 | 19.9%（初回）               |
| 8  | 老公當家           | 2004年 | 19.1%（第11回）、（最終回） |
| 9  | 美少年警探         | 2000年 | 18.0%（初回）               |
| 10 | 花村大介           | 2000年 | 17.2%（最終回）             |

## 作品列表

### 1990年代
| 播放月份 | 劇集名         | 出演                                                         |
| -------- | -------------- | ------------------------------------------------------------ |
| 1996年   |                |                                                              |
| 4-6      | 勝利的女神     | 中居正廣、陣內孝則、松雪泰子、風間トオル等                   |
| 7-9      | 新鬼馬小夫妻   | 若村麻由美、的場浩司、風間杜夫、酒井和歌子、新山千春等       |
| 10-12    | 沒有星星的晚上 | 賀來千香子、工藤靜香、神田正輝、松岡昌宏等                   |
| 1997年   |                |                                                              |
| 1-3      | 男朋友         | 篠ひろ子、稻垣吾郎、澤口靖子、伊武雅刀、HIROMI等             |
| 4-6      | 新新好男人     | 草彅剛、菅野美穗、財前直見、伊東四朗、片平渚等               |
| 7-9      | 心魔邊緣       | 武田真治、Ryo、保阪尚輝、雛形明子、生瀨勝久等                |
| 10-12    | Singles        | 天海祐希、水野真紀、洞口依子等                               |
| 1998年   |                |                                                              |
| 1-3      | 陽光滿懷       | 中村雅俊、牧瀨里穗等                                         |
| 4-6      | 別擔心         | 近藤真彥、菊池麻衣子、遠藤久美子、中村俊介等                 |
| 7-9      | 麻辣教師GTO    | 反町隆史、松嶋菜菜子、池内博之、窪塚洋介、中尾彬、藤木直人等 |
| 10-12    | 美酒貴公子     | 稻垣吾郎、菅野美穗、鈴木杏樹、武田鐵矢等                     |
| 1999年   |                |                                                              |
| 1-3      | 多情城市       | 清水美砂、高橋由美子、大河內奈奈子等                         |
| 4-6      | 女保鑣         | 高島禮子、山口達也、古尾谷雅人等                             |
| 7-9      | 心動急診室     | 財前直見、京野ことみ、橫山惠、吉田榮作等                     |
| 10-12    | 砂上的戀人們   | 長瀨智也、本上まなみ、奥菜惠、萩原聖人、涼風真世             |

### 2000年代

#### 2000年
- 1月11日－3月21日：愛情夢幻（日语：イマジン (テレビドラマ)）
- 出演：深田恭子、黑木瞳、鈴木一真、中村俊介、阿部寬、筒井康隆、高峰陽等
- 原作：槙村『愛情夢幻』
- 劇本：江頭美智留

- 4月11日－6月27日：美少年警探（日语：ショカツ）
- 出演：松岡昌宏、田中美佐子、村田雄浩、田山涼成、杉本哲太、高樹沙耶、野村宏伸、橋爪功等
- 原著：佐竹一彥『美少年警探』
- 劇本：戶田山雅司、田邊滿、高山直也、秦建日子

- 7月4日－9月19日：花村大介（日语：花村大介）
- 出演：中山裕介、石田壹成、水野美紀、川島直美、水川麻美、池田真紀、仁科克基、中山仁等
- 劇本：尾崎將也

- 10月10日－12月19日：愛神亂配對（日语：神様のいたずら）
- 出演：岸谷五朗、財前直見、鈴木杏、北村一輝、板谷由夏、木村多江、大林丈史、齊藤曉、阿部寬等
- 劇本：江頭美智留、松田裕子

#### 2001年
- 1月9日－3月20日：2001年的男人運（日语：2001年のおとこ運）
- 出演：菅野美穗、田邊誠一、押尾學、片瀨那奈、有坂來瞳、山本未來、吹越滿等
- 劇本：野依美幸

- 4月10日－6月26日：菜鳥刑警（日语：ルーキー!）
- 出演：堂本光一、內山理名、石原良純、阿南健治、石野真子、山下真司、筧利夫、黑木瞳等
- 劇本：尾崎將也、旺季志ずか（日语：旺季志ずか）

- 7月3日－9月11日：弄假成真（日语：ウソコイ）（另譯：大話姻緣）
- 出演：中井貴一、王菲、仲間由紀惠、中村俊介、生瀨勝久、大杉漣、木野花、布施明等
- 劇本：高橋ナツコ

- 10月9日－12月8日：新宿傷痕戀歌
- 出演：高橋克典、加藤愛、中島美嘉、金子賢、塚本高史、矢澤心、玉木宏、深水元基、西岡德馬、石原良純、川島直美、畑野浩子、峰岸徹、長谷川初範等
- 劇本：尾崎將也

#### 2002年
- 1月8日－3月19日：TOP LADY（日语：恋するトップレディ）
- 出演：中谷美紀、柳葉敏郎、奧菜惠、吉澤悠、山口紗彌加、高知東生、小野武彥、高橋克實、平泉成等
- 劇本：田邊滿、高山直也等

- 4月9日－6月25日：春浪漫（日语：春ランマン）
- 出演：押尾學、友坂理惠、北村一輝、邊見繪美里、宮迫博之、池田真紀等
- 劇本：樫田正剛

- 7月2日－9月17日：天體觀測（日语：天体観測 (テレビドラマ)）
- 出演：伊藤英明、坂口憲二、加藤小雪、小田切讓、長谷川京子、田畑智子、山崎樹範、上原美佐、小池徹平、神保悟志等
- 劇本：秦建日子

- 10月8日－12月17日：獻給阿爾吉儂的花束
- 出演：中山裕介、菅野美穗、中島知子、石田步、吉澤悠、益岡徹、田口浩正、榎本加奈子等
- 原作：丹尼爾·凱斯（Daniel F. Keyes）『獻給阿爾吉儂的花束』（Flowers for Algernon）
- 劇本：岡田惠和

#### 2003年
- 1月7日－3月18日：我的生存之道（日语：僕の生きる道）
- 出演：草彅剛、矢田亞希子、內博貴、市原隼人、綾瀨遙、上野夏妃、淺見麗奈、谷原章介、森下愛子、鳥羽潤、菊池均也、淺野和之、真野裕子、銀粉蝶、大杉漣、小日向文世等
- 劇本：橋部敦子

- 4月8日－6月24日：查稅女王!!（日语：マルサ!!東京国税局査察部）
- 出演：江角真紀子、香川照之、三宅健、池田真紀、永井大、佐藤二朗、猫背椿、東幹久、佐戶井賢太、渡哲也等
- 劇本：戶田山雅司

- 7月1日－9月9日：正義大哥大（日语：クニミツの政）（另譯：國光之政、王牌至尊）
- 出演：押尾學、伊東美咲、佐佐木藏之介、吉岡美穗、上原美佐、柳樂優彌、橫山惠、山內菜菜、齊藤曉、古田新太、大杉漣等
- 原作：安童夕馬『正義大哥大』
- 劇本：大石哲也

- 10月7日－12月9日：戀愛中的姊妹（日语：ハコイリムスメ!）
- 出演：飯島直子、深田恭子、吉澤悠、玉山鐵二、勝村政信、古田新太、袴田吉彦、佐佐木藏之介、吉田日出子、地井武男等
- 劇本：中園ミホ

#### 2004年
- 1月6日－3月23日：我和她們的生存之道（日语：僕と彼女と彼女の生きる道）
- 出演：草彅剛、加藤小雪、美山加戀、Ryo、要潤、山口紗彌加、淺野和之、大森南朋、東幹久、小日向文世、大杉漣、長山藍子等
- 劇本：橋部敦子

- 4月13日－6月29日：老公當家（日语：アットホーム･ダッド）
- 出演：阿部寛、篠原涼子、宮迫博之、中島知子、永井大、瀧澤沙織、安藤咲良、吉川史樹、國武大志、川島直美、藤田弓子、野際陽子等
- 劇本：尾崎將也、旺季志ずか（日语：旺季志ずか）

- 7月6日－9月14日：讓愛想起來
- 出演：觀月亞里莎、椎名桔平、加藤愛、玉山鐵二、木村多江、山口馬木也、森口瑤子、廣田亮平、草村禮子、平泉成、小野武彥等
- 劇本：清水友佳子、橫田理惠

- 10月5日－12月22日：大婆婆小倆口（日语：マザー&ラヴァー）
- 出演：坂口憲二、篠原涼子、水川麻美、金子貴俊、矢澤心、阿南健治、要潤、佐藤仁美、小野武彥、田山涼成、松坂慶子等
- 劇本：岡田惠和

#### 2005年
- 1月11日－3月22日：我們都曾經是小孩子（日语：みんな昔は子供だった）
- 出演：國仲涼子、陣內孝則、瑛太、白石美帆、深澤嵐、熊谷知博、高木優希、糟谷健二、伊藤沙莉、野村涼乃、小越勇輝、瀧澤沙織、筧利夫、大杉漣、風吹純等
- 劇本：水橋文美江

- 4月19日－6月28日：熟女拉警報
- 出演：稻森泉、釋由美子、要潤、青木沙耶加、石川亞沙美、佐戶井賢太、金子貴俊、吉川史樹、川島直美、伊原剛志、三浦理惠子、高知東生等
- 劇本：後藤法子

- 7月5日－9月13日：一起加油吧（日语：がんばっていきまっしょい）
- 出演：鈴木杏、錦戶亮、田口淳之介、相武紗季、岩佐真悠子、佐津川愛美、藤本靜、池內博之、石田百合子、北條隆博、相島一之、友近、花原照子、市毛良枝、小日向文世、大杉漣等
- 原作：敷村良子『一起加油吧』
- 劇本：金子ありさ（日语：金子ありさ）

- 10月11日－12月20日：鬼嫁日記（日语：鬼嫁日記）
- 出演：觀月亞里莎、猩爺、永井大、小池徹平、遠藤由實、瀧澤沙織、東幹久、井上和香、國分佐智子、西丸優子、田山涼成、加賀美早紀等
- 原作：一馬『鬼嫁日記──小男人的悲鳴實錄』
- 劇本：尾崎將也

#### 2006年
- 1月10日－3月21日：非關正義unfair
- 出演：篠原涼子、瑛太、加藤雅也、阿部貞夫、濱田麻里、志賀廣太郎、寺島進、向井地美音、香川照之等
- 原作：秦建日子『推理小說』
- 劇本：佐藤嗣麻子

- 4月11日－6月27日：愛上醜女的眼睛（日语：ブスの瞳に恋している）（另譯：愛上恐龍妹）
- 出演：稻垣吾郎、村上知子、蛯原友里、大森南朋、MEGUMI、忍成修吾、瀧澤沙織、加藤成亮、相島一之、佐藤二朗、松重豐、井川遙、室井滋等
- 原作：鈴木收『愛上醜女的眼睛』
- 劇本：瑪姬

- 7月4日－9月19日：不能結婚的男人
- 出演：阿部寬、夏川結衣、國仲涼子、塚本高史、三浦理惠子、尾美利德、高知東生、不破萬作、草笛光子、高島禮子等
- 劇本：尾崎將也

- 10月10日－12月19日：我的人生路（日语：僕の歩く道）
- 出演：草彅剛、香里奈、佐佐木藏之介、本假屋唯香、田中圭、MEGUMI、葛山信吾、須賀健太、加藤浩次、森口瑤子、淺野和之、大杉漣、小日向文世、長山藍子等
- 劇本：橋部敦子

#### 2007年
- 1月9日－3月20日：秘密花園（另譯：她的秘密花園）
- 出演：釋由美子、堺雅人、要潤、池田鐵洋、本鄉奏多、山本裕典、瀧澤沙織、田中哲司、寺島進、真矢美季等
- 劇本：永田優子

- 4月17日－6月26日：鬼嫁日記2（日语：鬼嫁日記）
- 出演：觀月亞里莎、猩爺、蛯原友里、山本裕典、遠藤由實、柳原可奈子、鈴木砂羽、高知東生、川島直美、野際陽子、加藤茶等
- 原作：一馬『鬼嫁日記──小男人的悲鳴實錄』
- 劇本：尾崎將也

- 7月3日－9月11日：向牛許願（另譯：向牛牛許願）
- 出演：玉山鐵二、小出惠介、中田敦彦、相武紗季、香里奈、戶田惠梨香、田中圭、有村實樹、朝加真由美、中村獅童、濱田麻里、相島一之、市毛良枝、小日向文世、大杉漣等
- 劇本：金子ありさ（日语：金子ありさ）

- 10月16日－12月18日：老公真命苦（日语：スワンの馬鹿!〜こづかい3万円の恋〜）
- 出演：上川隆也、成宮寬貴、劇團一人、梶原善、蘆名星、前田敦子、美山加戀、森口瑤子、矢島健一、田中美佐子等
- 劇本：山田俊昌、旺季志ずか（日语：旺季志ずか）

#### 2008年
- 1月8日－3月18日：明天的喜多善男
- 出演：小日向文世、松田龍平、小西真奈美、栗山千明、吉高由子、丸山智己、神保悟志、今井雅之、要潤、生瀨勝久
- 原作：島田雅彥『自由死刑』
- 劇本：飯田讓治

- 4月8日－6月18日：無理的戀愛（日语：無理な恋愛）
- 出演：堺正章、夏川結衣、德井義實、青木沙耶加、田中圭、福田充德、鈴木砂羽、釜萢弘、夏木麻里等
- 劇本：岡田惠和

- 7月1日－9月9日：怪獸家長（另譯：家長是怪獸）
- 出演：米倉涼子、平岡祐太、佐佐木藏之介、溫水洋一、草刈正雄、角野卓造等
- 劇本：荒井修子、後藤久美子

- 10月14日－12月23日：白色榮光（另譯：巴提斯塔的榮光）
- 出演：伊藤淳史、仲村徹、伊原剛志、釋由美子、城田優、宮川大輔、鈴木裕樹、戶田昌宏、鶴見辰吾、名取裕子、林隆三等
- 原作：海堂尊『白色榮光』
- 劇本：後藤法子

#### 2009年
- 1月6日－3月17日：三角效應[1]（トライアングル (小説)）
- 出演：江口洋介、稻垣吾郎、廣末涼子、相武紗季、堺雅人、谷原章介、佐佐木藏之介、小日向文世、大杉漣、風吹純、北大路欣也等
- 原作：新津清美『三角效應』
- 劇本：水橋文美江

- 4月14日－6月23日：白之春
- 出演：阿部寛、大橋望美、吉高由子、遠藤雄彌、白石美帆、遠藤憲一等
- 劇本：尾崎將也

- 7月7日－9月8日：吸血鬼男孩
- 出演：中山優馬、加藤羅莎、櫻庭奈奈美、森本慎太郎、中島健人、入江甚儀、岡本玲、姜暢雄、伊東四朗、崛內敬子、近藤真彥等
- 劇本：小川智子、半澤律子等

- 10月13日－12月22日：Real Clothes（另譯：真我霓裳、真實的衣物）
- 出演：香里奈、西島秀俊、高岡蒼甫、能世安奈、英令奈、加藤夏希、真野裕子、南明奈、佐藤二朗、田中哲司、榊原裕惠、小泉孝太郎、黒木瞳等
- 原作：槙村『Real Clothes』
- 劇本：大島里美

### 2010年代

#### 2010年
- 1月12日－3月16日：率直男人
  - 出演：佐藤隆太、深田恭子、貫地谷詩穗梨、遠藤雄彌、佐佐木希、田中圭、宇野美彩子、瀧澤沙織、宇梶剛士、三浦理惠子、渡部篤郎等
  - 劇本：尾崎將也
  - 製作：MMJ

- 4月6日－6月22日：白色榮光2：染血將軍的凱旋
  - 出演：伊藤淳史、仲村亨、加藤愛、木下隆行、白石美帆、戶次重幸、淺見麗奈、松坂桃李、足立里、竹內太郎、名取裕子、林隆三、西島秀俊等
  - 原作：海堂尊『染血將軍的凱旋』
  - 劇本：後藤法子、山田あかね（日语：山田あかね）
  - 製作：MMJ

- 7月6日－9月14日：逃亡律師（日语：逃亡弁護士 成田誠）
  - 出演：上地雄輔、石原聰美、矢田亞希子、村川繪梨、姜暢雄、佐藤二朗、船越英一郎、豐原功輔、光石研、北村一輝等
  - 原作：高田優、剛英城『逃亡弁護士 成田誠』
  - 劇本：渡邊雄介
  - 製作：Horipro

- 10月12日－12月21日：Guilty～與惡魔訂契約的女人
  - 出演：菅野美穗、玉木宏、吉瀨美智子、水上劍星、吉田鋼太郎、唐澤壽明等
  - 劇本：大久保知美、平野悠
  - 製作：共同電視

#### 2011年
- 1月11日－ 3月15日：美麗鄰人
  - 出演：仲間由紀惠、檀麗、渡部篤郎等
  - 劇本：神山由美子
  - 主題歌：東方神起「Why? (Keep Your Head Down)」
  - 製作：MMJ
- 4月19日－ 6月28日：GOODLIFE（日语：グッドライフ〜ありがとう、パパ。さよなら〜）
  - 出演：反町隆史、榮倉奈奈、井川遙、加部亞門、伊原剛志、鹿賀丈史等
  - 原作：趙昌仁「我的傻爸爸」
  - 劇本：大島里美
  - 主題歌：JUJU「また明日…」
- 7月12日－ 9月20日：白色榮光3：阿里阿德涅的子彈
  - 出演：伊藤淳史、仲村徹、小西真奈美、福士誠治等
  - 原作：海堂尊「阿里阿德涅的子彈」
  - 劇本：後藤法子、田中眞一
  - 主題歌：大無限樂團「アリアドネの糸」
  - 製作：關西電視台·MMJ
- 10月11日－12月13日：HUNTER~那些女子、賞金獵人~|HUNTER～那些女子，賞金獵人～
  - 出演：米倉涼子、谷原章介、桐谷美玲、堀內敬子、小泉孝太郎、川島鈴遙等
  - 劇本：伴一彥
  - 主題歌：倉木麻衣「Strong Heart」
  - 製作：關西電視台

#### 2012年
- 1月10日－3月20日：Hungry！
  - 出演：向井理、瀧本美織、國仲涼子、稻垣吾郎等
  - 劇本：大森美香
  - 主題歌：THE BAWDIES「ROCK ME BABY」
  - 製作：關西電視台
- 4月10日－6月19日：37歲成為醫生的我～實習醫生的純情故事～
  - 出演：草彅剛、水川麻美、Mimula、松平健、田邊誠一、八乙女光等
  - 劇本：古家和尚
  - 主題歌：魚韻「僕と花」
  - 製作：關西電視台
- 7月3日－9月11日：GTO
  - 出演：AKIRA、瀧本美織、山本裕典、田山涼成、城田優、黑木瞳等
  - 原作：藤澤亨《GTO》《GTO SHONAN 14DAYS》
  - 劇本：深澤正樹
  - 主題歌：EXILE TRIBE「24karats TRIBE OF GOLD」
  - 製作：關西電視台、MMJ
- 10月9日－12月18日：Going My Home
  - 出演：阿部寬、山口智子、宮崎葵、YOU、安田顯
  - 劇本：是枝裕和
  - 主題歌：槇原敬之
  - 製作：關西電視台

#### 2013年
- 1月8日－3月19日：沙希
  - 出演：仲間由紀惠、三浦翔平、內田有紀、野崎謙、黑川芽以等
  - 劇本：渡邊千穗
  - 主題歌：東方神起《Catch Me -If you wanna-》
  - 製作：關西電視台、MMJ
- 4月9日－6月18日：幽靈女友
  - 出演：香取慎吾、杏、前田敦子、北山宏光、高嶋政宏、真矢美季等
  - 劇本：古家和尚
  - 主題歌：SMAP《Joy!!》
  - 製作：關西電視台
- 7月9日－9月10日：STAR MAN 這顆星上的戀愛
  - 出演：廣末涼子、福蒼汰、小池榮子、吉行和子等
  - 劇本：岡田惠和
  - 主題歌：YUKI《STARMANN》
  - 製作：關西電視台、Horipro
- 10月8日－12月：萬事占卜處 歡迎來到陰陽屋
  - 出演：錦戶亮、倉科佳奈、知念侑李、柏木由紀、杉良太郎等
  - 原作：天野頌子《陰陽屋》
  - 劇本：黑岩勉
  - 主題歌：關8《ココロ空モヨウ》
  - 製作：關西電視台

#### 2014年
- 1月7日－3月18日：白色榮光4 螺旋迷宮（チーム・バチスタ4 螺鈿迷宮）
  - 出演：伊藤淳史、仲村亨、柳葉敏郎、相築彰子、水野美紀、栗山千明等
  - 原作：海堂尊《螺旋迷宮》
  - 劇本：後藤法子
  - 主題歌：〈Hide & Seek〉東方神起
  - 製作：關西電視台、MMJ
- 4月8日－6月17日：Black President（ブラック・プレジデント）
  - 出演：澤村一樹、黑木美沙、國仲涼子、永井大、白川由美等
  - 劇本：尾崎將也
  - 主題歌：〈陽だまりの道〉可苦可樂
  - 製作：關西電視台、MMJ
- 7月8日－9月：麻辣教師GTO 2（GTO）
  - 出演：AKIRA、比嘉愛未、山本裕典、田山涼成、城田優、黑木瞳等
  - 原作：藤澤亨《GTO》《GTO SHONAN 14DAYS》
  - 劇本：山岡潤平
  - 主題歌：〈Highschool love〉E-girls
  - 製作：關西電視台、MMJ
- 10月14日－12月：出色的選TAXI（素敵な選TAXI）
  - 出演：竹野內豐
  - 劇本：笨蛋主義
  - 主題曲：〈あたしの向こう〉aiko
  - 製作：關西電視台、MMJ

#### 2015年
- 1月6日－3月17日：錢的戰爭（銭の戦争）
  - 主演：草彅剛
  - 原作：朴寅權《錢的戰爭》
  - 主題曲：〈華麗なる逆襲〉SMAP
  - 劇本：後藤法子
  - 製作：關西電視台
- 4月14日－6月9日：戰鬥吧！書店女孩（日语：戦う!書店ガール）
  - 主演：渡邊麻友、稻森泉（雙主演）
  - 原作：碧野圭（日语：碧野圭）《書店ガール》
  - 主題曲：〈出逢いの続き〉渡邊麻友
  - 劇本：渡邊千穗（日语：渡辺千穂）
  - 製作：關西電視台
- 7月7日－9月1日：HEAT（日语：HEAT_(テレビドラマ)）
  - 主演：AKIRA
  - 主題曲：〈Be Brave〉EXILE ATSUSHI + AI
  - 劇本：丑尾健太郎、大浦光太、坪田文
  - 製作：共同電視
- 10月20日－12月15日：警報 刑警×女友×完全惡女（サイレーン 刑事×彼女×完全悪女）
  - 主演：松坂桃李
  - 原作：山崎紗也夏
  - 劇本：佐藤嗣麻子
  - 製作：Horipro

#### 2016年
- 1月19日－3月15日：讓我稱呼岳父大人（お義父（とう）さんと呼ばせて）
  - 主演：遠藤憲一、渡部篤郎（雙主演）
  - 主題曲：〈Yell〉超特急
  - 劇本：林宏司
  - 製作：關西電視台、MMJ
- 4月19日－6月14日：我的危險妻子（僕のヤバイ妻）
  - 主演：伊藤英明
  - 主題曲：〈Mint〉安室奈美惠
  - 劇本：黑岩勉
  - 製作：關西電視台、K Factory
- 7月12日－9月6日：ON 異常犯罪搜查官·藤堂比奈子（ON 異常犯罪捜査官・藤堂比奈子）
  - 主演：波瑠
  - 原作：内藤了《ON 獵奇犯罪搜查班・藤堂比奈子》系列
  - 劇本：古家和尚
  - 製作：關西電視台、Horipro

## 放送局
注：日本使用JST，台灣及香港使用UTC+8
| 放送對象地域  | 放送局                           | 系列                          | 放送星期・放送時間                    | 備注                      |
| ------------- | -------------------------------- | ----------------------------- | ------------------------------------- | ------------------------- |
| 近畿廣域圏    | 關西電視台（KTV） 『火十』製作局 | 富士電視台系列                | 週二 22:00 - 22:54                    | 同步播出                  |
| 關東廣域圏    | 富士電視台（CX）                 | 富士電視台系列                | 週二 22:00 - 22:54                    | 同步播出                  |
| 北海道        | 北海道文化放送（uhb）            | 富士電視台系列                | 週二 22:00 - 22:54                    | 同步播出                  |
| 岩手縣        | 岩手可愛電視台（mit）            | 富士電視台系列                | 週二 22:00 - 22:54                    | 同步播出                  |
| 宮城縣        | 仙台放送（OX）                   | 富士電視台系列                | 週二 22:00 - 22:54                    | 同步播出                  |
| 秋田縣        | 秋田電視台（AKT）                | 富士電視台系列                | 週二 22:00 - 22:54                    | 同步播出                  |
| 山形縣        | 櫻桃電視台（SAY）                | 富士電視台系列                | 週二 22:00 - 22:54                    | 同步播出                  |
| 福島縣        | 福島電視台（FTV）                | 富士電視台系列                | 週二 22:00 - 22:54                    | 同步播出                  |
| 新潟縣        | 新潟綜合電視台（NST）            | 富士電視台系列                | 週二 22:00 - 22:54                    | 同步播出                  |
| 長野縣        | 長野放送（NBS）                  | 富士電視台系列                | 週二 22:00 - 22:54                    | 同步播出                  |
| 靜岡縣        | 靜岡電視台（SUT）                | 富士電視台系列                | 週二 22:00 - 22:54                    | 同步播出                  |
| 富山縣        | 富山電視台（BBT）                | 富士電視台系列                | 週二 22:00 - 22:54                    | 同步播出                  |
| 石川縣        | 石川電視台（ITC）                | 富士電視台系列                | 週二 22:00 - 22:54                    | 同步播出                  |
| 福井縣        | 福井電視台（FTB）                | 富士電視台系列                | 週二 22:00 - 22:54                    | 同步播出                  |
| 中京廣域圏    | 東海電視台（THK）                | 富士電視台系列                | 週二 22:00 - 22:54                    | 同步播出                  |
| 島根縣 鳥取縣 | 山陰中央電視台（TSK）            | 富士電視台系列                | 週二 22:00 - 22:54                    | 同步播出                  |
| 岡山縣 香川縣 | 岡山放送（OHK）                  | 富士電視台系列                | 週二 22:00 - 22:54                    | 同步播出                  |
| 廣島縣        | 新廣島電視台（TSS）              | 富士電視台系列                | 週二 22:00 - 22:54                    | 同步播出                  |
| 愛媛縣        | 愛媛電視台（EBC）                | 富士電視台系列                | 週二 22:00 - 22:54                    | 同步播出                  |
| 高知縣        | 高知SunSun電視台（KSS）          | 富士電視台系列                | 週二 22:00 - 22:54                    | 同步播出                  |
| 福岡縣        | 西日本電視台（TNC）              | 富士電視台系列                | 週二 22:00 - 22:54                    | 同步播出                  |
| 佐賀縣        | 佐賀電視台（STS）                | 富士電視台系列                | 週二 22:00 - 22:54                    | 同步播出                  |
| 長崎縣        | 長崎電視台（KTN）                | 富士電視台系列                | 週二 22:00 - 22:54                    | 同步播出                  |
| 熊本縣        | 熊本電視台（TKU）                | 富士電視台系列                | 週二 22:00 - 22:54                    | 同步播出                  |
| 鹿兒島縣      | 鹿兒島電視台（KTS）              | 富士電視台系列                | 週二 22:00 - 22:54                    | 同步播出                  |
| 沖繩縣        | 沖繩電視台（OTV）                | 富士電視台系列                | 週二 22:00 - 22:54                    | 同步播出                  |
| 大分縣        | 大分電視台（TOS）                | 富士電視台系列/日本電視台系列 | 週二 22:00 - 22:54                    | 同步播出                  |
| 台灣          | 八大綜合台                       | 八大電視                      | 週日 22:00 - 22:54                    | 延後19日播出              |
| 台灣          | MY 101綜合台                     | 中華電信MOD                   | 週三 22:00 - 22:54 週五 22:00 - 22:54 | 延後22日播出 延後10日播出 |
| 香港          | J2                               | 無綫電視                      | 週日 22:30 - 23:30                    | 延後七週播出              |

## 外部連結
- （日語）關西電視台 > 電視劇